# Chile az 1968. évi nyári olimpiai játékokon
Chile a mexikói Mexikóvárosban megrendezett 1968. évi nyári olimpiai játékok egyik részt vevő nemzete volt. Az országot az olimpián 4 sportágban 21 sportoló képviselte, akik érmet nem szereztek.

## Atlétika
Férfi
| Versenyző            | Versenyszám | Előfutam | Előfutam | Előfutam | Negyeddöntő | Negyeddöntő | Negyeddöntő | Elődöntő      | Elődöntő      | Elődöntő      | Döntő   | Döntő    |
| Versenyző            | Versenyszám | Idő      | Hely.    | Össz.    | Idő         | Hely.       | Össz.       | Idő           | Hely.         | Össz.         | Idő     | Helyezés |
| -------------------- | ----------- | -------- | -------- | -------- | ----------- | ----------- | ----------- | ------------- | ------------- | ------------- | ------- | -------- |
| Iván Moreno          | 100 m       | 10,53    | 2.       | 33.      | 10,37       | 4.          | 21.         | 10,37         | 6.            | 14.           | kiesett | kiesett  |
| Iván Moreno          | 200 m       | 20,93    | 1.       | 17.      | 20,83       | 4.          | 12.*        | 20,84         | 5.            | 11.           | kiesett | kiesett  |
| Jorge Grosser        | 1500 m      | 3:51,79  | 4.       | 17.      |             |             |             | nem ért célba | nem ért célba | nem ért célba | kiesett | kiesett  |
| Patricio Saavedra    | 110 m gát   | 14,47    | 5.       | 27.      |             |             |             | kiesett       | kiesett       | kiesett       | kiesett | kiesett  |
| Juan Santiago Gordón | 400 m gát   | 52,43    | 7.       | 27.      |             |             |             | kiesett       | kiesett       | kiesett       | kiesett | kiesett  |
| Ezequiel Baeza       | Maraton     |          |          |          |             |             |             |               |               |               | 2:43:15 | 36.      |

| Versenyző  | Versenyszám   | Selejtező | Selejtező | Döntő    | Döntő    |
| Versenyző  | Versenyszám   | Eredmény  | Helyezés  | Eredmény | Helyezés |
| ---------- | ------------- | --------- | --------- | -------- | -------- |
| Rolf Hoppe | Gerelyhajítás | 68,32 m   | 24.       | kiesett  | kiesett  |

Női
| Versenyző     | Versenyszám | Előfutam | Előfutam | Előfutam | Elődöntő | Elődöntő | Elődöntő | Döntő   | Döntő    |
| Versenyző     | Versenyszám | Idő      | Hely.    | Össz.    | Idő      | Hely.    | Össz.    | Idő     | Helyezés |
| ------------- | ----------- | -------- | -------- | -------- | -------- | -------- | -------- | ------- | -------- |
| Carlota Ulloa | 80 m gát    | 11,13    | 4.       | 25.      | kiesett  | kiesett  | kiesett  | kiesett | kiesett  |

| Versenyző   | Versenyszám | Selejtező | Selejtező | Döntő    | Döntő    |
| Versenyző   | Versenyszám | Eredmény  | Helyezés  | Eredmény | Helyezés |
| ----------- | ----------- | --------- | --------- | -------- | -------- |
| Rosa Molina | Súlylökés   |           |           | 12,85 m  | 12.      |

* - egy másik versenyzővel azonos időt ért el

## Lovaglás
Díjlovaglás
| Versenyző                                           | Ló                       | Versenyszám | Selejtező | Selejtező | Döntő   | Döntő   | Végeredmény | Végeredmény |
| Versenyző                                           | Ló                       | Versenyszám | Pont      | Hely.     | Pont    | Hely.   | Pont        | Helyezés    |
| --------------------------------------------------- | ------------------------ | ----------- | --------- | --------- | ------- | ------- | ----------- | ----------- |
| Patricio Escudero                                   | Prete                    | Egyéni      | 650       | 22.       | kiesett | kiesett | 650         | 22.         |
| Antonio Piraíno                                     | Ciclón                   | Egyéni      | 672       | 20.       | kiesett | kiesett | 672         | 20.         |
| Guillermo Squella                                   | Colchaguino              | Egyéni      | 693       | 16.       | kiesett | kiesett | 693         | 16.         |
| Patricio Escudero Antonio Piraíno Guillermo Squella | Prete Ciclón Colchaguino | Csapat      |           |           |         |         | 2,015       | 6.          |

## Ökölvívás
| Versenyző           | Versenyszám   | Selejtező               | 32-es főtábla                         | Nyolcaddöntő      | Negyeddöntő       | Elődöntő          | Döntő             | Helyezés |
| Versenyző           | Versenyszám   | Ellenfél Eredmény       | Ellenfél Eredmény                     | Ellenfél Eredmény | Ellenfél Eredmény | Ellenfél Eredmény | Ellenfél Eredmény | Helyezés |
| ------------------- | ------------- | ----------------------- | ------------------------------------- | ----------------- | ----------------- | ----------------- | ----------------- | -------- |
| Guillermo Velásquez | Harmatsúly    | Szabó Gyula (HUN) · 2-3 | kiesett                               | kiesett           | kiesett           | kiesett           | kiesett           | 33.      |
| Luis Muñoz          | Könnyűsúly    | erőnyerő                | Mohamed Muruli (UGA) · 0-5            | kiesett           | kiesett           | kiesett           | kiesett           | 17.      |
| Enrique González    | Kisváltósúly  | erőnyerő                | Kim Szajong (Kim Sa-yong) (KOR) · 2-3 | kiesett           | kiesett           | kiesett           | kiesett           | 17.      |
| Luis González       | Váltósúly     | erőnyerő                | Joseph Bessala (CMR) · 0-5            | kiesett           | kiesett           | kiesett           | kiesett           | 17.      |
| Honorio Bórquez     | Nagyváltósúly |                         | Günther Meier (FRG) · 0-5             | kiesett           | kiesett           | kiesett           | kiesett           | 17.      |
| Misael Vilugrón     | Középsúly     |                         | Jan van Ispelen (NED) · RSC           | kiesett           | kiesett           | kiesett           | kiesett           | 16.      |

## Sportlövészet
Nyílt
| Versenyző         | Versenyszám | Pont | Helyezés |
| ----------------- | ----------- | ---- | -------- |
| Pedro Estay       | Trap        | 191  | 20.      |
| Juan Enrique Lira | Trap        | 192  | 15.      |
| Nicolas Atalah    | Skeet       | 194  | 6.       |
| Jorge Jottar      | Skeet       | 194  | 7.       |